# CD Godoy Cruz Antonio Tomba
Club Deportivo Godoy Cruz Antonio Tomba, vanligen kallad endast Godoy Cruz är en argentinsk sportsklubb från Godoy Cruz, i provinsen Mendoza. Klubben är mest känd för sitt fotbollslag. Sportklubben bildades den 21 juni 1921 och spelar på Estadio Feliciano Gambarte som tar 14 000 åskådare och invigdes 1959. Förre AIK-spelaren Iván Óbolo spelar sedan 2012 i klubben.